# Flores Raras
Flores Raras é um filme brasileiro de 2013, do gênero drama romântico-biográfico, dirigido por Bruno Barreto, com roteiro de Carolina Kotscho e Matthew Chapman baseado no livro Flores Raras e Banalíssimas, de Carmen L. Oliveira.
Em entrevista ao portal de notícias G1 o diretor disse que o Brasil ainda é um país muito conservador se referindo à dificuldade que teve em obter patrocínios pelo fato de o enredo girar em torno de um romance entre duas mulheres.
O filme teve um orçamento total de R$ 13 milhões, foi distribuído pela Imagem Filmes e exibido em 150 salas de cinema do país.
A princípio, o nome do filme seria A Arte de Perder, mudando mais tarde para Flores Raras, posteriormente passou a ser Você Nunca Disse Eu Te Amo e voltou a ter o título Flores Raras.

## Sinopse
O filme é baseado na história de amor real entre a poetisa americana Elizabeth Bishop e arquiteta brasileira Lota de Macedo Soares. Ambientado em Petrópolis, dos anos de 1950 e 1960, a história coincide com o surgimento da Bossa Nova e a construção e inauguração da capital Brasília. O filme trata a história dessas duas  mulheres e suas trajetórias.

## Elenco
- Glória Pires como Lota de Macedo Soares
- Miranda Otto como Elizabeth Bishop
- Tracy Middendorf como Mary Morse
- Treat Williams como Robert Lowell
- Marcello Airoldi como Carlos Lacerda
- Luciana Souza como Joana
- Tânia Costa como Dindinha
- Marianna Mac Nieven como Malu
- Márcio Ehrlich como José Eduardo Macedo Soares
- Anna Bella como Kathleen

## Recepção da crítica
O filme recebeu críticas mistas. Em seu artigo para a coluna "ilustrada" da Folha, o blogueiro Sérgio Alprendre destacou "a sobriedade que o diretor Bruno Barreto impõe a seu filme(...)".
Já o Blog "Social Club" disse que "(...) o filme é um convite a refletir sobre as ramificações do amor". Também disse que na história de amor entre Elizabeth e Lota, "a orientação sexual e as fronteiras geográficas são um mero detalhe".
A página de cultura do jornal O Globo também elogiou o filme, destacando o fato de a imprensa americana ter "se rendido ao desempenho das atrizes Glória Pires e Miranda Otto nos papéis de protagonistas da trama.
Leslie Felperin do jornal britânico The Guardian em sua revisão, escreveu que "(...) o filme é consistentemente assistível, e presta a devida homenagem a seus protagonistas (...) as performances são sólidas."
A atuação, e também o desempenho, do elenco foi muito elogiada assim pela crítica como pelo público. O autor brasileiro de novelas Aguinaldo Silva afirmou em seu blog que torceu para que a atriz Glória Pires seja uma das indicadas na categoria de "Melhor Atriz" no Globo de Ouro e ao Oscar de 2014. "Não se surpreendam caso o nome de Glória Pires apareça na lista das candidatas. Os críticos americanos que já viram Flores Raras em sessões especiais ficaram encantados com o trabalho dela", afirmou o autor. Já para a coluna de cinema do Terra, no início da trama Glória é quem rouba a cena, destacando que 95% do filme é falado em inglês, que segundo portal, para muitos é uma surpresa. O jornalista Sidney Rezende também publicou, assinado por Ana Carolina Garcia que a atriz Miranda Otto, já conhecida pelo público por interpretações em filmes de grande bilheteria como a trilogia de O Senhor dos Anéis, acertou no tom da personagem desde o início.

## Repercussão
Visto por cerca de 161 mil espectadores em suas duas primeiras semanas de exibição no Brasil, “Flores raras”, de Bruno Barreto, que já viajou por dez festivais no exterior, incluindo o Festival de Berlim (onde ganhou prêmio de público) e Festival de Cinema de Tribeca, preparou sua marcha para ganhar os mercados estrangeiros. Na estratégia armada pelo casal de produtores Lucy e Luiz Carlos Barreto, o circuito dos Estados Unidos foi o primeiro da fila. Produzida ao custo de 9,63 milhões de reais, a história de amor entre a poeta americana Elizabeth Bishop e a arquiteta brasileira Lota de Macedo Soares, estreou no primeiro fim de semana de dezembro em Nova York e em Los Angeles, a fim de se habilitar para disputar o Oscar, porém o drama não foi indicado em nenhuma categoria.

## Classificação indicativa
O filme foi classificado pelo Ministério da Justiça brasileiro como inadequado para menores de 14 anos, por conter cenas de sexo e consumo de drogas ilícitas.